# Himallaphus bahan
Himallaphus bahan (лат.) — вид жуков ощупников рода Himallaphus из семейства
стафилинид. Название происходит от слова, означающего на хинди «сестра». 

## Распространение
Индия (West Bengal: Darjeeling District, Tonglu на высоте 3100 м).

## Описание
Мелкие жуки, длина около 2 мм (от 1,6 до 1,8 мм), красно-коричневого цвета. Отличается следующими признаками: верхняя часть висков и темя без поперечных бороздок; контуры висков косые; глаза не выпуклые; вертексная борозда достигает сужения шеи. 4-й членик максиллярных щупиков с ножкой длиннее увеличенного апикального поля. Основание надкрылий вдавленное. Вентральный отросток эдеагуса шире половины срединной доли. Парамеры сужены на дорсальной и боковой проекциях. Усики 11-члениковые с 3-члениковой булавой. Задние крылья атрофированы (жуки бескрылые).